# Succede anche nelle migliori famiglie
Succede anche nelle migliori famiglie è un film del 2024 scritto, diretto ed interpretato da Alessandro Siani.

## Trama
Davide Di Rienzo, laureato in medicina, non svolge la professione di medico, dedicandosi invece al volontariato presso la Caritas, in quanto soggiogato dall’opprimente e ipercritica figura del padre, anch'esso medico rinomato, che lo ritiene la pecora nera della sua famiglia. Alla morte del padre, Davide con i suoi due fratelli, Isabella e Renzo, che svolgono rispettivamente la professione di psicologa e avvocato, fa ritorno alla villa di famiglia in Sicilia, dove la madre Lina, visibilmente scossa e provata dalla perdita, chiede ai figli di rimanere con lei. 
Trascorsi alcuni giorni nella tenuta di famiglia, la madre appare rinvigorita e gioiosa, lasciando i tre figli in uno stato di confusione e incredulità. Lo stato d'animo della madre viene spiegato dalla stessa attraverso l'annuncio del suo imminente matrimonio con il signor Angelo Cederna, ex fidanzato di gioventù. I tre fratelli reagiscono unitariamente contrari all'unione della madre con Cederna, ma la madre non dà ascolto ai figli procedendo con l'organizzazione delle sue seconde nozze. Il giorno del matrimonio una serie di vicissitudini portano a scoprire dei segreti familiari, ribaltando nuovamente le dinamiche familiari tra la madre e i figli.

## Produzione
Il film vede Siani nel ruolo di regista e sceneggiatore assieme a Gianluca Ansanelli e Fabio Bonifacci. Il film è stato girato principalmente a Milazzo (specialmente nei pressi del santuario di Sant'Antonio di Padova, dell'area marina protetta di Capo Milazzo, delle piscine di Venere, della spiaggia di Rinella e di Villa Paradiso Bonaccorsi) e a Cefalù.
Il film è stato prodotto dalla Italian International Film con Rai Cinema prodotto da Fulvio e Federica Lucisano.

## Distribuzione
Il film è stato distribuito da 01 Distribution nelle sale cinematografiche italiane a partire dal 1º gennaio 2024.

## Accoglienza

### Incassi
Nella giornata di prima visione il film ha incassato 943794 €. Ad un mese dall'uscita totalizza un incasso di 5736934 €, risultando il film italiano più visto durante le festività natalizie. L'incasso totale è di 5781609 € con 812353 presenze

### Critica
Il film ha ricevuto recensioni perlopiù negative da parte della critica cinematografica.
Emanuele Rauco, recensendo il film per Cinematografo, definisce il film «un ritorno alla comicità pura», dove tuttavia si riscontrano «troppe mancanze» da parte della regia di Siani, il quale «punta con poco talento a obiettivi per i quali ne serve più della media». Il giornalista denota il pregio della scrittura nella «stringatezza, a supplire alle mancanze comiche», mentre il progetto «crolla proprio nei momenti in cui dovrebbe essere la regia a padroneggiare la situazione», trovando difetti nella scelta delle inquadrature, nei tempi comici e nel lavoro con il cast di attori.
Martina Barone di The Hollywood Reporter Roma non rimane colpita dalla regia e produzione del film, ritenendo che Siani abbia «disimparato a parlare agli spettatori» con «sketch che non fanno ridere, trovate slapstick su cui la comicità è andata avanti e una brillantezza nella scrittura, [...] che sfiora il raso terra», poiché «quello che faceva ridere una volta, oggi, non può funzionare». Damiano Panattoni di Movieplayer.it afferma che si tratti di una «una commedia corretta in chiave etimologica» ma «troppo sconnessa nell'applicazione dell'umorismo stesso».